# 维先市社
维先市社（越南语：／）是越南河南省下辖的一个市社。

## 地理
维先市社北接河内市富川县；西接金榜市社；南接府里市和平陆县；东接里仁县和兴安省兴安市。

## 历史
原名維新縣，中興時避黎敬宗諱（黎維新）改維先縣。
2019年12月17日，安北社、先内社、黄东社、维明社、白上社部分区域划归同文市镇管辖，安北社、珠江社部分区域划归和幕市镇管辖，安北社和同文市镇部分区域划归安上社管辖，同文市镇、白上社和维海社部分区域划归维明社管辖，黄东社部分区域划归先内社管辖，维明社部分区域划归维海社管辖，同文市镇和先内社部分区域划归黄东社管辖；维先县改制为维先市社；白上社改制为白上坊，珠江社改制为珠江坊，维海社改制为维海坊，维明社改制为维明坊，同文市镇改制为同文坊，和幕市镇改制为和幕坊，黄东社改制为黄东坊，先内社改制为先内坊，安北社改制为安北坊，周山社、先丰社和队山社合并为先山社。
2024年11月14日，越南国会常务委员会通过决议，自2025年1月1日起，木南社和木北社合并为木丸社。

## 行政区划
维先市社下辖9坊6社，市社人民委员会位于和幕坊。
- 白上坊（Phường Bạch Thượng）
- 珠江坊（Phường Châu Giang）
- 维海坊（Phường Duy Hải）
- 维明坊（Phường Duy Minh）
- 同文坊（Phường Đồng Văn）
- 和幕坊（Phường Hòa Mạc）
- 黄东坊（Phường Hoàng Đông）
- 先内坊（Phường Tiên Nội）
- 安北坊（Phường Yên Bắc）
- 专外社（Xã Chuyên Ngoại）
- 木丸社（Xã Mộc Hoàn）
- 先外社（Xã Tiên Ngoại）
- 先山社（Xã Tiên Sơn）
- 卓文社（Xã Trác Văn）
- 安南社（Xã Yên Nam）

## 交通
- 越南鐵路
  - 南北線：同文站